# Plagiochila willershausensis
Plagiochila willershausensis là một loài rêu tản trong họ Plagiochilaceae. Loài này được (Straus) Grolle miêu tả khoa học lần đầu tiên năm 1983.